# Léka
Léka (németül Lockenhaus, horvátul Livka) mezőváros Ausztriában, Burgenland tartományban, a Felsőpulyai járásban.

## Fekvése
Kőszegtől 13 km-re nyugatra a Kőszegi-hegység lábánál fekszik a B55 és a Rohonc felől érkező B56 főút találkozásánál, a Gyöngyös patak völgyében. Kerékpárút köti össze Rőtfalvával.
A kataszteri közösségek Hosszúszeghuta, Hámortó, Kisostoros, Hosszúszeg, Langeck-Eichwald és Lockenhaus.

## Története
A régészeti leletek tanúsága szerint a település környékének története a kőkorszakig nyúlig vissza. A vaskorban illírek, kelták települései álltak itt, majd a Római Birodalom Pannónia tartományának része lett. A rómaiak után germán törzsek, majd avarok, szlávok éltek ezen a vidéken. A magyarok a 10. század elején a pozsonyi csatát követően szállták meg a területet.
A mai települést 1242-ben említik először, majd 1256-ban "Leuca" néven említik. 1390-ben "Villa Lewka", 1492-ben "Opidum Lewka" alakban szerepel a középkori forrásokban. Vámszedőhely volt.  Az 1200-as évek elején a lékai birtok a Herény-nemzetségből származó Bana soproni ispán, majd a Csákiak tulajdonában volt.
Vára a 13. század elején épült királyi várként. Később a Csákok, majd 1270-től  Kőszegiek birtoka volt. A tatár ostromnak ellenállt, az osztrák-magyar határharcokban fontos szerepe volt. 1254-ben Győr fia Torda hősiesen védte Leuka várát az osztrákok ellen. A 14. század elején a Kőszegiektől Károly Róbert király elvette. 1390-ben a Kanizsaiak kapták királyi adományként. 1406-ban elfoglalta az osztrák herceg, de 1409-ben visszavették. 1513-ban II. Ulászló monyorókeréki Erdődy Péternek adományozta, de két évvel később már újra a Kanizsayaké volt. A Nádasdy család 1535-ben házassággal, Kanizsay Orsolya hozományaként szerezte meg, és sokat épített rajta. 1605-ben a török eredménytelenül ostromolta. 1636-ban Nádasdy Ferenc felépíttette az alsóvárat, amely ma szálloda. 1676-ban Nádasdy Ferenc kivégzését követően az Esterházyak szerezték meg, Esterházy Pál ugyanis Nádasdy sógora volt. Az I. világháború alatt egy hadifogoly orosz tábornok lakott a várban. Az osztrák államszerződés aláírása és a megszálló csapatok kivonulása után Paul Anton Keller osztrák író vásárolta meg a várat és sokat tett helyreállításáért.
A vár alatti település plébániája 1215-ben már működött. 1336-ban a ferencesek látták el a szolgálatát. Léka 1492-ben vásártartási jogot kapott. 1532-ben a török annyira elpusztította, hogy a Nádasdy Tamás horvát bán által telepített horvátokkal kellett a veszteségeket pótolni. Ekkor pusztult el Léka középkori ferences kolostora is. 1580 körül lakói evangélikusok lettek, katolikus plébániáját csak 1660-ban alapították újra. A mai templomot Pietro Orsolini tervei szerint 1656 és 1669 között Nádasdy Ferenc építtette. A templomot Myrai Szent Miklós püspök és Tolentinói Szent Miklós tiszteletére szentelték fel. Miután Nádsdyt 1671-ben hűtlenség címén kivégezték, vagyonának nagy részét elkobozták, az árvák gyámja az elhunyt veje, Draskovich Miklós lett. 1672 és 1676 között ő irányította a lékai birtokot.  Ez alatt szegényházat alapított Lékán és nagy gondot fordított a templomra is. 1676-ban Léka is Esterházy birtok lett. 1719-ben pestis pusztított, ennek emlékére állították a főtéri Mária-szobrot. A 19. század elején Lékának jelentős posztóipara volt  és még az ötvenes években is 250 külföldi posztómunkás dolgozott a helyi üzemekben.
Vályi András szerint "LÉKA. Lokenhaus Lipka. Mező Város Vas Várm. földes Ura H. Eszterházy Uraság, lakosai katolikusok leg inkább, fekszik Borostyánkőhöz nem meszsze, ’s az Uraságnak Vár forma magos Kastellyával díszesíttetik. Néhai Gróf Nádasdi Ferentz Klastromot, Szentegyházat, és könyvtárt is állíttatott vala itten fel, ’s teste halála után ide helyheztettetett. Határja középszerű, javai nem nevezetesek; de el adásra jó alkalmatosságjok van."
Fényes Elek szerint "Léka vagy Lenka, (Lockenhausen), német m. n., Vas vmegyében, Sopron vmegye szélén, 1320 kath. lak., kath. paroch. szentegyházzal, nagy várkastélylyal. Van papiros-malma, derék erdeje, s közép termékenységü földje. F. u. h. Eszterházy, gr. Nádasdy Ferencz itt egy prioratust alapitott 1655-ben a sz. Ágoston szerzetesek számára, de ennek jövedelme 1820-ban a plebániának adatott. Ut. p. Kőszeg."
Vas vármegye monográfiája szerint "Léka egyike a legrégibb és legnevezetesebb vasvármegyei községeknek. 198 háza van és 1305, nagyobbára németajkú lakosa van, akik vallásra nézve túlnyomó számban r. katholikusok. Postája és távirója helyben van. A község a Gyöngyös patak mellett, a tervezett kőszeg-aspangi vasútvonal mentén fekszik. Van a községben posztókészítő-szövetkezet és gőzfürész; a lakosok továbbá 63dalárdát is alakítottak. A Paulai Szent Vincze szabályait követő irgalmas apáczák társháza, körjegyzőség és körorvos is van a községben. Régente nagy posztóipara volt; még az 50-es években is majdnem 250 külföldi posztómunkás dolgozott itt, azonban a most is fennálló posztókészítő-szövetkezet már csak árnyéka a régi iparnak. Velikai Gergely itt irta a Festetichek birtokában levő u. n. keszthelyi kodexet 1522-ben és Roznak Márton 1789-ben Kőszeg ostromát, német nyelven."
1910-ben 1210, többségben német lakosa volt, jelentős magyar kisebbséggel. A trianoni békeszerződésig Vas vármegye Kőszegi járásához tartozott. 1921-ben Ausztria Burgenland tartományának része lett.

## Nevezetességei

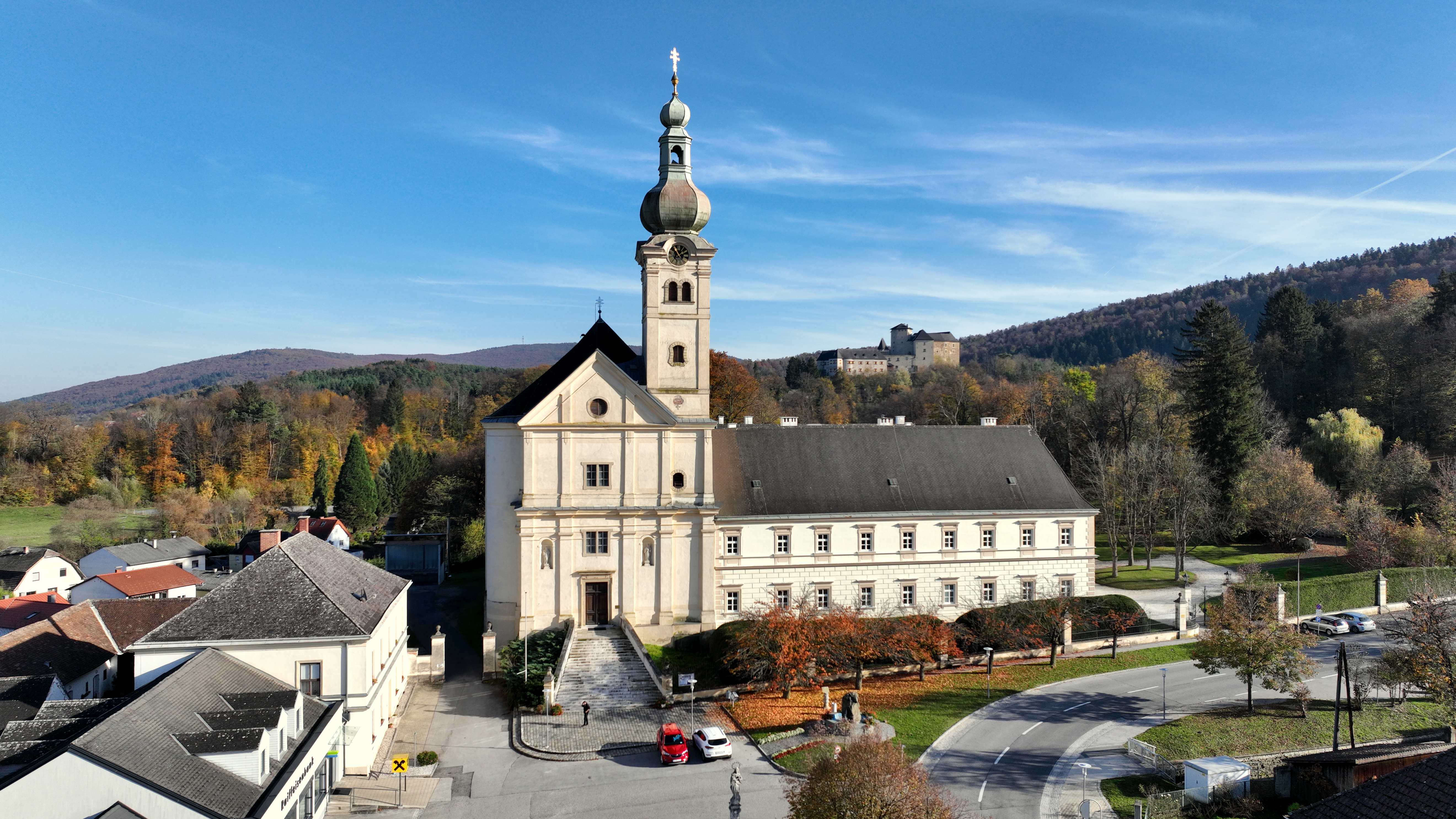
Templom és egykori kolostor és a Lockenhaus kastély a háttérben

- Léka vára valószínűleg a 13. század elején építették. A Kőszegiek, majd a Kanizsaiak is laktak benne, ezért fokozatosan bővítették és lakhatóbbá tették. A vár kútját Nádasdy Tamás ásatta, ő alakíttatta ki a földalatti börtönt és megújíttatta a lakóhelyiségeket, valamint a konyhát is. Nádasdy Ferenc 1669-ben elővárat építtetett hozzá, de ő maga már nem a várban lakott. A várban ekkor már csak a szolgálónépek és az uradalmi tisztviselők éltek. A fellegvár gyakorlatilag raktárépületként szolgált, ahol többek között lőport tároltak. A lovagterem készletraktárként működött. A várkápolnában a 13. századból származó freskótöredékek maradtak fenn. A kápolna alatt a Nádasdyak családi sírboltot alakítottak ki, de később mégis a plébániatemplom sírboltjába temetkeztek. A vár az 1906-os és 1956-os helyreállításoknak köszönhetően ma is teljes épségben áll, de berendezése 1945-ben  nagyrészt megsemmisült. 1968-ban Paul Anton Keller osztrák író vásárolta meg, aki a fellegvárban gyógyintézetet, az elővárban pedig panziót alakított ki. 1980-óta a Prof. Paul Anton Keller-Alapítvány tulajdonában van. Az alapítvány vagyonából az épületeket fokozatosan renoválták, történeti múzeumot, koncerttermet alakítottak ki. Restaurálták a gótikus várkápolnát és a lovagtermet. Vendéglőt, vendégszobákat, szállodát létesítettek benne. A várban természetrajzi múzeum is működik, melyet Huszty Ödön ornitológus hercegi magántitkár alapított.
- Szent Miklós püspök tiszteletére szentelt plébániatemploma 1656 és 1669 között épült a sienai Pietro Orsolini mester tervei szerint. Építtetője Nádasdy Ferenc volt. A templom kegyképe a pozsony-virágvölgyi Nagyboldogasszony-templom kegyképének másolata. Alaprajza görög kereszt alakú, négy kápolnával, melyek félköríves kiöblösödéseket képeznek. A templom oltárképét 1675-ben Kéry György csepregi születésü magyar festő festette. A templom alatti Nádasdy-sírboltban nyugszik Nádasdy Tamás nádor és felesége, Kanizsai Orsolya, valamint Nádasdy Ferenc  országbíró, a „magyar krőzus” feleségével, Esterházy Juliannával. Rajtuk kívül a Draskovich család és  ágoston rendi szerzetesek nyugszanak itt. A templomot 1895-ben kívülről, 1913-ban pedig belülről is teljesen megújították. A második nagy restaurálás 1986-ban kezdődött és 2003-ban ért véget. Orgonája a tartomány legnagyobb ilyen hangszere.
- Ágoston-rendi kolostorát Nádasdy Ferenc építtette 1655-ben a török által 1532-ben lerombolt ferences kolostor helyett. A szerzetesek 1820-ig éltek benne. Később az Esterházyak kastélya lett akik 1868-ban teljesen átépítették. A kastély mögött nagy terjedelmű, szép park terül el, melynek a vár felőli része az egykori halastóval határos.

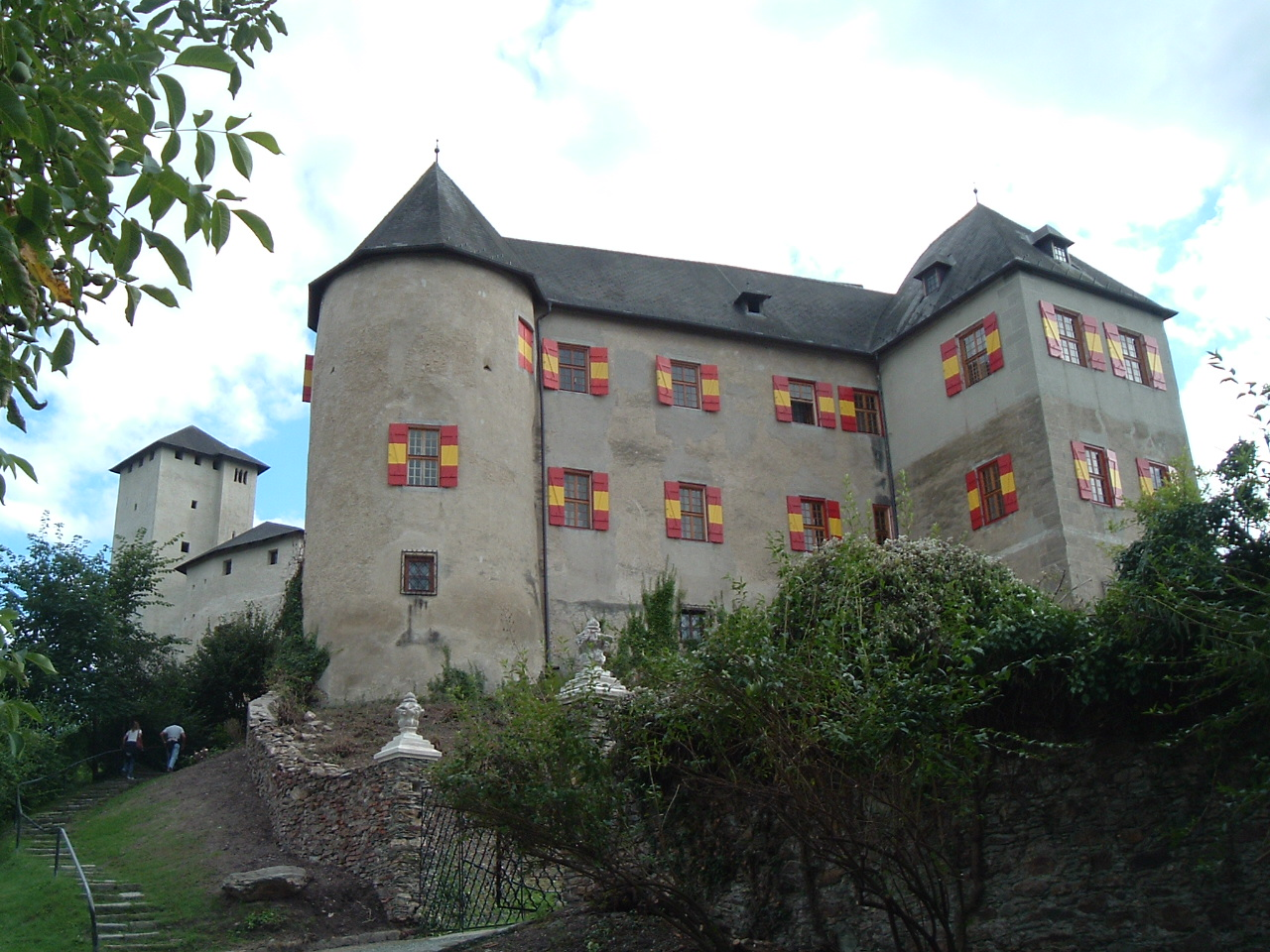
Léka vára

- A város főterén álló Mária-oszlopot 1719-es pestis után állították.
- A Kálváriahegyen álló templomot 1910-ben építették. Mellette a körív alakú falban 12 keresztút stáció képei láthatók, a két utolsó stáció a Sírbatétel és a Szentsír a templomban található. A képeket utoljára 1997-98-ban restaurálták.
- A Lékai Kamarazenei Fesztivált 1981-óta rendezik meg évente. A klasszikus zenei koncertek a várban és a plébániatemplomban hallhatók, ahol a világ minden részéből érkezett művészek működnek közre.
- A Lékai Orgonafesztivált 2003-óta rendezik meg Wolfgang Horvath vezetésével.
- Az Irottkő felé menő út egyik magaslatán a Margarethenwartén az 1950-es években fa kilátótornyot építettek, melyet 1966-ban teljesen felújítottak, majd 1981-ben fémvázas építményre cserélték fel, majd 2000. októberében a ma látható faszerkezetű építmény került a helyére.
- Már az 1930-as évektől volt egy kisebb fürdőzést szolgáló medence a Gyöngyös patak mellett. 1965-67-ben aztán felépült a úszómedence. Emellett rendelkezésre áll az 500 m2-es a gyerekmedence, a csúszda és 10.000 m2-es napozóterület. Napkollektor segítségével a vizet 25C fokosra melegítik.

## Nevezetes szülöttei és lakói
- Itt született Klemm Antal (1883–1963) nyelvész, finnugrista, a magyar és finnugor történeti mondattan kiváló tudósa, az MTA tagja.
- Velikei Gergely ferences szerzetes 1522-ben Lékán másolta a híres Keszthelyi kódexet.
- Roznak Márton itt örökítette meg 1789-ben német nyelven Kőszeg ostromát.

## Képgaléria

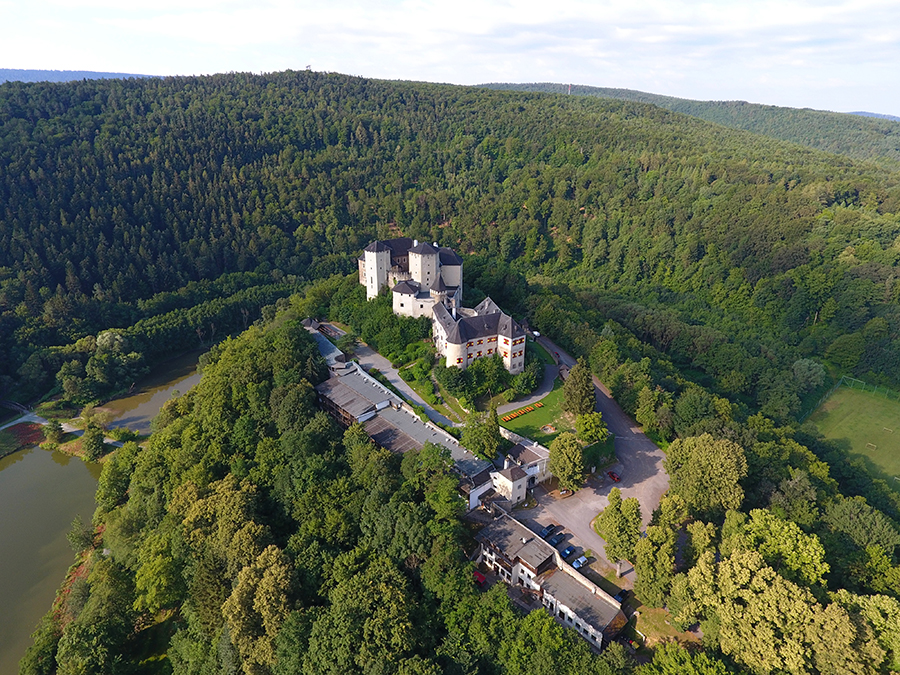
Léka - Lockenhaus, légi fotó
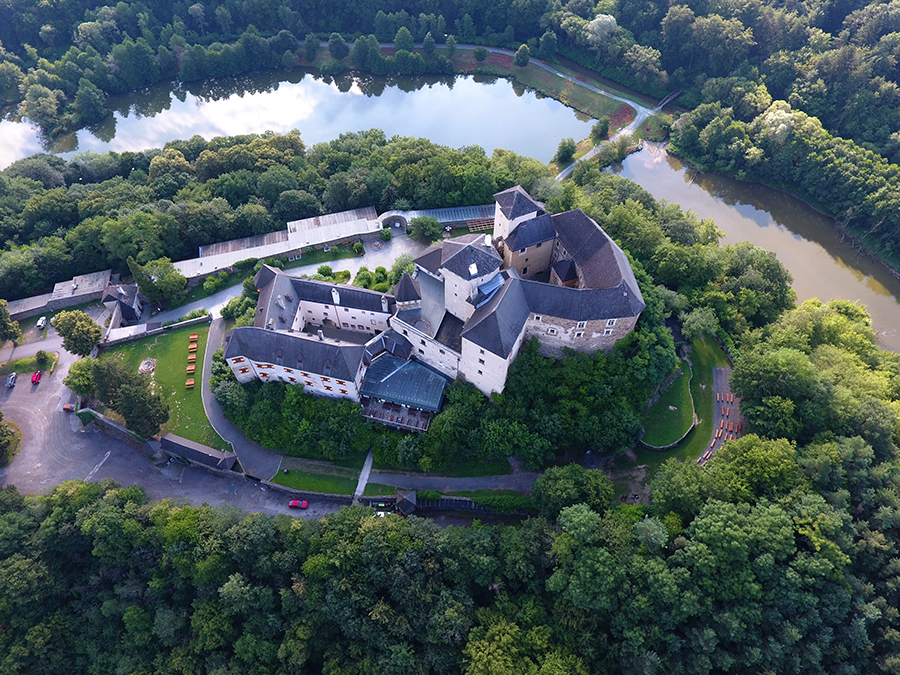
Léka - Lockenhaus, légi felvétel
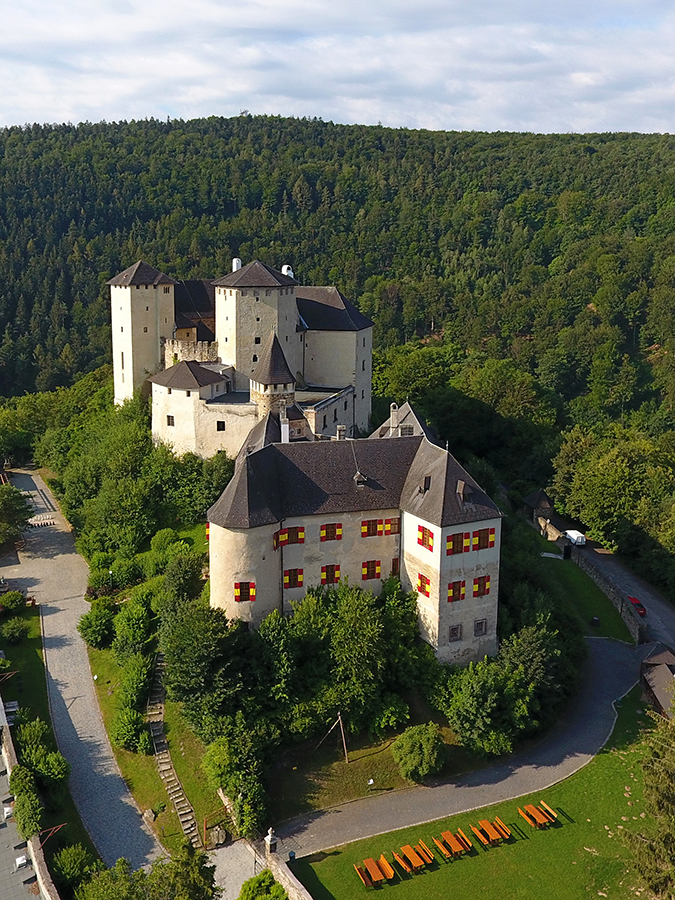
Lockenhaus madártávlatból (Léka)
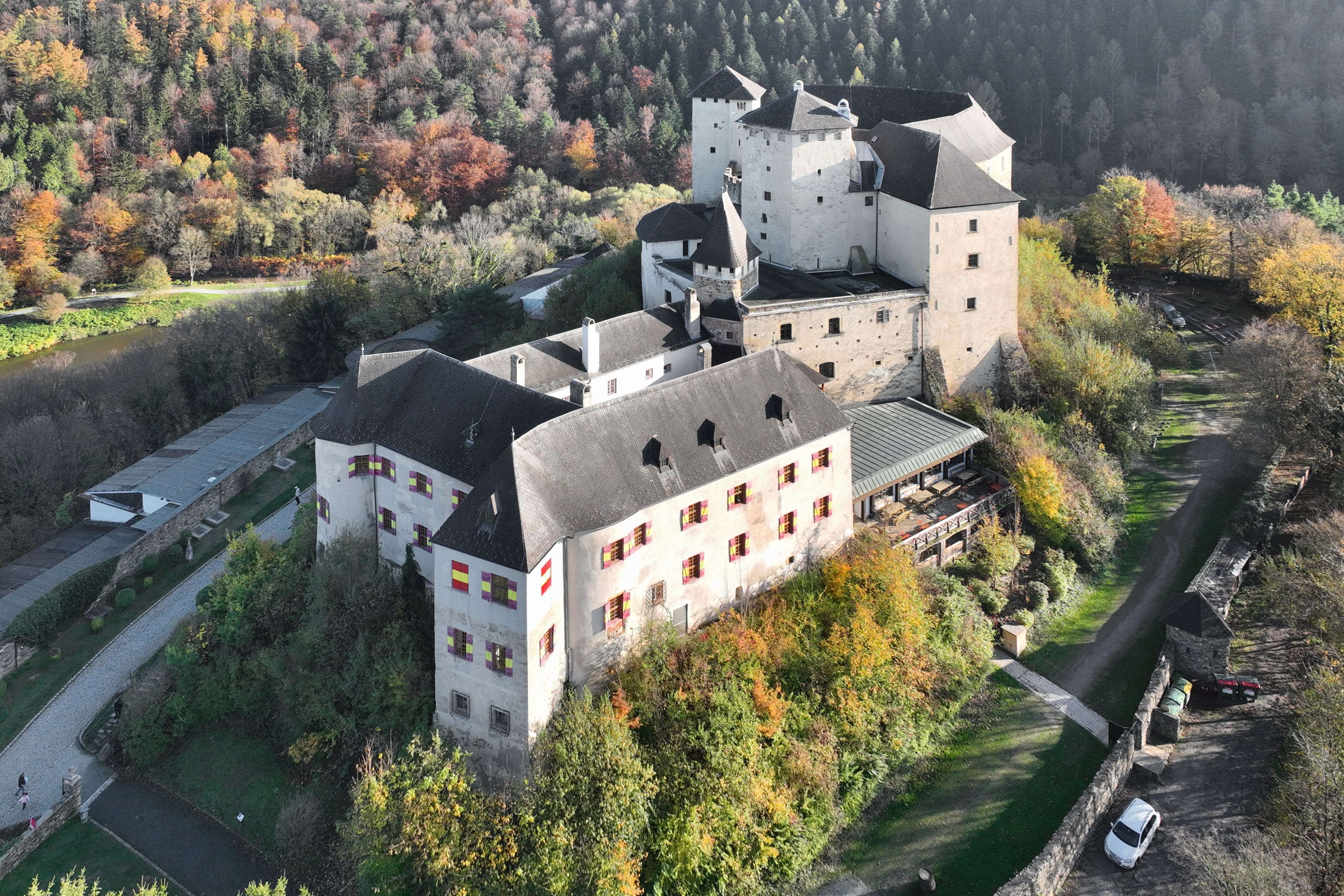
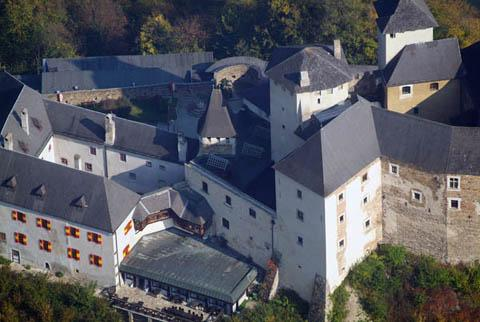
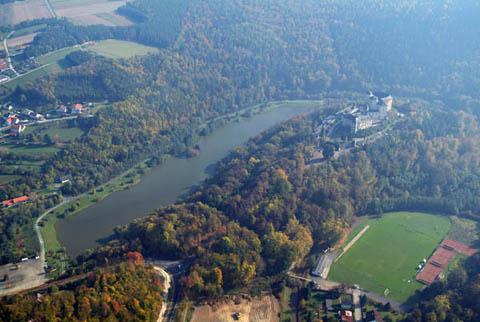
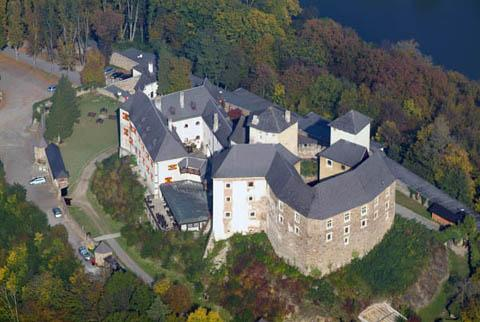